# حادثة انهيار منجم كوبيابو
حادثة انهيار منجم كوبيابو هو حادث وقع في منجم سان جوسيه للتنقيب عن النحاس والذهب في كوبيابو بصحراء أتاكاما بالشمال التشيلي في يوم 5 أغسطس 2010. أسفر هذا الحادث عن احتجاز 33 عامل على عمق حوالي 700 متر تحت الأرض. تمكن العمال من البقاء على قيد الحياة لفترة أطول من أي حادث احتجاز في منجم سابق.
بدأ تنفيذ عملية الإنقاذ في ليل 12 أكتوبر 2010 بحضور الرئيس التشيلي سبيستيان بينيرا وزوجته وعائلات العمال المحصورون وكبار المسؤولين. فلورينسيو أفالوس البالغ من العمر 31 عام هو أول من وصل من العمال المحتجزون إلى سطح الأرض و كان ذلك بعد 11 دقيقة من منتصف الليل بحسب التوقيت المحلي. اكتملت عملية الإنقاذ بانتشال جميع العمال المحصورين بسلام بعد مرور 22 ساعة تقريبا من بدئها.

## صحة العمال
العمال المحاصرون جراء انهيار للتربة بمنجم كوبيابو هم 32 عامل تشيليا و بوليفيا واحدا. وأكبرهم سنا يبلغ من العمر خمسة وستين عاما وأصغرهم فتى في التاسعة عشرة لم يتخرج بعد من المدرسة الثانوية.
تم اتصال صوتي بالعمال المحاصرين في يوم 23 أغسطس، وذكروا أن لديهم بعض المشاكل الصحية، وأفاد الطبيب المسؤول عن عملية الإنقاذ لوسائل الإعلام أن "لديهم مشاكل أقل بما كنا نتوقع بعد قضاء 18 يوما داخل منجم قس عمق 700 متر في درجات حرارة ورطوبة مرتفعة، وذكر الأطباء أنهم أمدوهم محلول الجلوكوز 5 ٪ ، ودواء لمنع قرحة المعدة الناتجة عن الحرمان من الطعام.
بالإضافة إلى مواد الجلوكوز ذات الطاقة العالية ، وأقراص الإماهة، والأدوية، كما أرسلت فرق الإنقاذ أوكسجين بعدما قال العمال أنهم ليس لديهم ما يكفي من الهواء. ويتم الاتصال وإيصال الأغذية عن طريق فتحة قطرها عشرة سنتيمترات في مدخل المنجم إلى غرفة يجد فيها العمال الأمان.

## خطة الإنقاذ
وضعت حكومة تشيلي قصارى جهودها في عمليات إنقاذ المحتجزين، حيث تمت عمليات الحفر للوصول إلى مكان الملجأ لمحاولة إخراج المحتجزين على مدار الساعة. كما أنه تم تجهيز خطوط الحياة الرئيسية من هواء ومياه وطعام وتواصل عبر ثقب يصل الملجأ مع سطح الأرض. وتم إخراج جميع المحتجزين يوم الأربعاء 13 أكتوبر 2010 عن طريق كبسولة معدنية متصلة برافعة صُممت خصيصا لتنقل كل عامل على حدة من الملجأ إلى سطح الأرض وسيستغرق خروج كل عامل على حدة أكثر من ساعة من الزمن.

## تنفيذ عملية الإنقاذ
بدأت عملية إنقاذ العمال المحصورين في ليل يوم الأربعاء الموافق 12 أكتوبر 2010. تم تجربة إنزال الكبسولة -التي يبلغ قطرها 53 سنتيمترا- مرتين فارغة للتأكد من سلامة العملية. كان فلورينسيو أفالوس البالغ من العمر 31 عام هو أول من وصل من العمال المحتجزين إلى سطح الأرض في تجربة تكللت بنجاح. ثم تبعه بعد حوالي ساعة زميله ماريو شيبالفيدا البالغ من العمر 40 عام. كان في استقبالهما الرئيس التشيلي سبيستيان بينيرا وزوجته وعائلات العمال وكبار المسئولين. اختيار هذا الثنائي ليكونا أول الصاعدون لسطح الأرض سببه أنهما الأقوى والأفضل من الناحية الصحية حيث جرى تقسيم العمال المحصورين لثلاث مجموعات. المجموعة الأولى هم الأقوياء صحيا وبدنيا، والثانية الضعفاء، والأخيرة هم لذين يعانون من أمراض ومشاكل صحية.
تم إسدال الستار على محنة هؤلاء العمال المحصورون على عمق 700 متر ل69 يوما بصعود آخر العمال و هو ملاحظ الوردية لويس أورزوا إلى سطح الأرض. وكان أورزوا لعب دوراً هاماً في مساعدة زملائه العمال على تحمل أول 17 يوم من حبسهم التي لم تشهد أي اتصال بالعالم الخارجي. اكتملت عملية الإنقاذ بانتشال جميع العمال المحصورين بسلام بعد مرور 22 ساعة تقريبا من بدئها. وقد ظهر بعض العمال في حالة صحية جيدة، لكن البعض الآخر كان يكافح المرض وبدا أكثر ضعفا. استغرقت رحلة صعود كل عامل نحو 16 دقيقة في المتوسط، ولكن شهدت العملية صيانة دورية للكبسولة المستعملة.

## السينما
تم تمثيل حادثة المنجم بطريقة درامية بفيلم ال 33 الذي صدر سنة 2015.

## وصلات خارجية
- قائمة بأسماء المحتجزين
- خطة إنقاذ عمال المناجم المحاصرين في تشيلي من موقع بي بي سي باللغة العربية.